# Любовники с Нового моста
«Любовники с Нового моста» (фр. Les Amants du Pont-Neuf) — кинофильм Леоса Каракса, снятый в 1990 году на гигантский для французской киноиндустрии бюджет и вышедший на экраны год спустя. Фильм стал третьим в «трилогии об Алексе» в исполнении Дени Лавана. Действие фильма в основном происходит на старейшем в Париже мосту Пон-Нёф, где находят приют главные герои — бомж, вор и пьяница Алекс и теряющая зрение художница Мишель (Жюльет Бинош), полюбившие друг друга.
Успеха в прокате фильм не имел, но был признан кинокритикой одним из самых стильных фильмов десятилетия, а также получил 4 премии «Феликс».

## Сюжет
Ночью Алекс идёт по середине проезжей части дороги, еле переставляя ноги. Одна из машин осторожно объезжает его, но чуть не сбивает Мишель, которая переходит улицу неподалёку. Пройдя ещё несколько шагов, Алекс падает от усталости, трётся лбом об асфальт, царапая себя до крови, и теряет сознание. Другая машина проезжает по ноге Алекса, ломая её. Мишель подходит к нему, но тут появляется автобус с нищими и бездомными. Они подбирают Алекса и отвозят в больницу, где ему накладывают на повреждённую ногу гипс и дают костыль. Придя в себя, днём Алекс возвращается на мост Понт-Нёф, который закрыт на ремонт. Там он будит своего спящего товарища, бомжа Ганса (Клаус-Михаэль Грюбер). Алекс просит у Ганса снотворное, без которого он не может заснуть. Ганс предупреждает его, что на мосту появился ещё один человек, которого он выгонит на следующий день. Алекс подходит к незнакомцу и среди рисунков в его альбоме находит собственный портрет
На следующий день оказывается, что незнакомец — это девушка Мишель. Её левый глаз заклеен пластырем: Мишель страдает заболеванием, постепенно приводящим к слепоте. Ганс выгоняет её с моста. Мишель обещает подарить рисунок Алексу, если тот попозирует ей. Во время рисования Мишель хватается за голову и теряет сознание. Алекс находит в её коробке с красками пистолет и читает письмо её подруги Марион (Марион Сталанс), которая волнуется, всё ли в порядке у Мишель и говорит, что всё ещё хранит её портреты Жульена (Крикан Ларссон).
Алекс крадёт на рынке сырую рыбу для Мишель, и они возвращаются на мост. Когда Мишель засыпает, Алекс уговаривает Ганса не выгонять её с моста, и тот соглашается оставить её на несколько дней при условии, что она не будет пить. Ночью Алекс пробирается на другой конец города в квартиру Марион, где замечает портреты Жульена, играющего на виолончели, и крадёт тетрадь с дневником Мишель, где она пишет о любви к Жульену. Алекс предполагает, что Мишель всё ещё любит этого человека, но он, вероятно, бросил её. Алекс крадёт для Мишель радиоприёмник и чинит его.
Алекс зарабатывает немного денег, занимаясь выдуванием огня на публике. Однажды в метро он следует за Мишель, которая его не видит. Вдруг начинает играть виолончель. Мишель бросается искать музыканта, думая, что это Жульен, но Алекс успевает раньше и прогоняет виолончелиста, грозя разбить его инструмент. Жульен уходит, а Алекс говорит подбежавшей Мишель, что на виолончели играла полная женщина. Но Мишель не верит и успевает забежать в вагон, в котором уезжает Жульен. Она хочет достать пистолет, но теряет сознание и видит сон, в котором разговаривает через дверь с Жульеном, который смотрит в дверной глазок. Узнав, что Жульен её не любит, она убивает его, стреляя в глазок из пистолета; в этот момент Мишель просыпается в вагоне.
Оказавшись на улице, на которой проходит военный парад в честь 200-летия Великой французской революции, Мишель бежит на мост и начинает пить вино. Ганс выбивает у неё бутылку и требует, чтобы она убиралась. Но Мишель решает выпить с Алексом, она говорит: «Я хочу увидеть твой смех». Напившись вина, они безудержно смеются, и тут начинается салют. Мишель даёт Алексу пистолет и спрашивает, сколько в нём пуль. Узнав, что все пятнадцать пуль на месте (что означает, что её сон не был явью), она решает дать каждому из них по 7 пуль, а одну оставить на будущее. Расстреляв патроны, они продолжают веселиться, танцевать и бегать, Алекс разбивает и снимает свой гипс. На пристани они оглушают охранника, крадут катер и Мишель катается на водных лыжах. Она падает в воду, он выпрыгивает из катера на ходу и они идут домой, на мост. Засыпая, Мишель просит Алекса выбросить пистолет, но он выбрасывает ботинок, а пистолет сохраняет (звук всплеска воды убеждает Мишель, что её просьба исполнена). Ганс не даёт Алексу ампулу снотворного, потому что его опасно смешивать с алкоголем. Алекс оставляет записку Мишель: «Один человек вас любит. Если и вы его любите, скажите ему завтра „Небо сегодня белое“. Если это я, то я отвечу „А тучи чёрные“. Так мы оба узнаем, что любим друг друга».

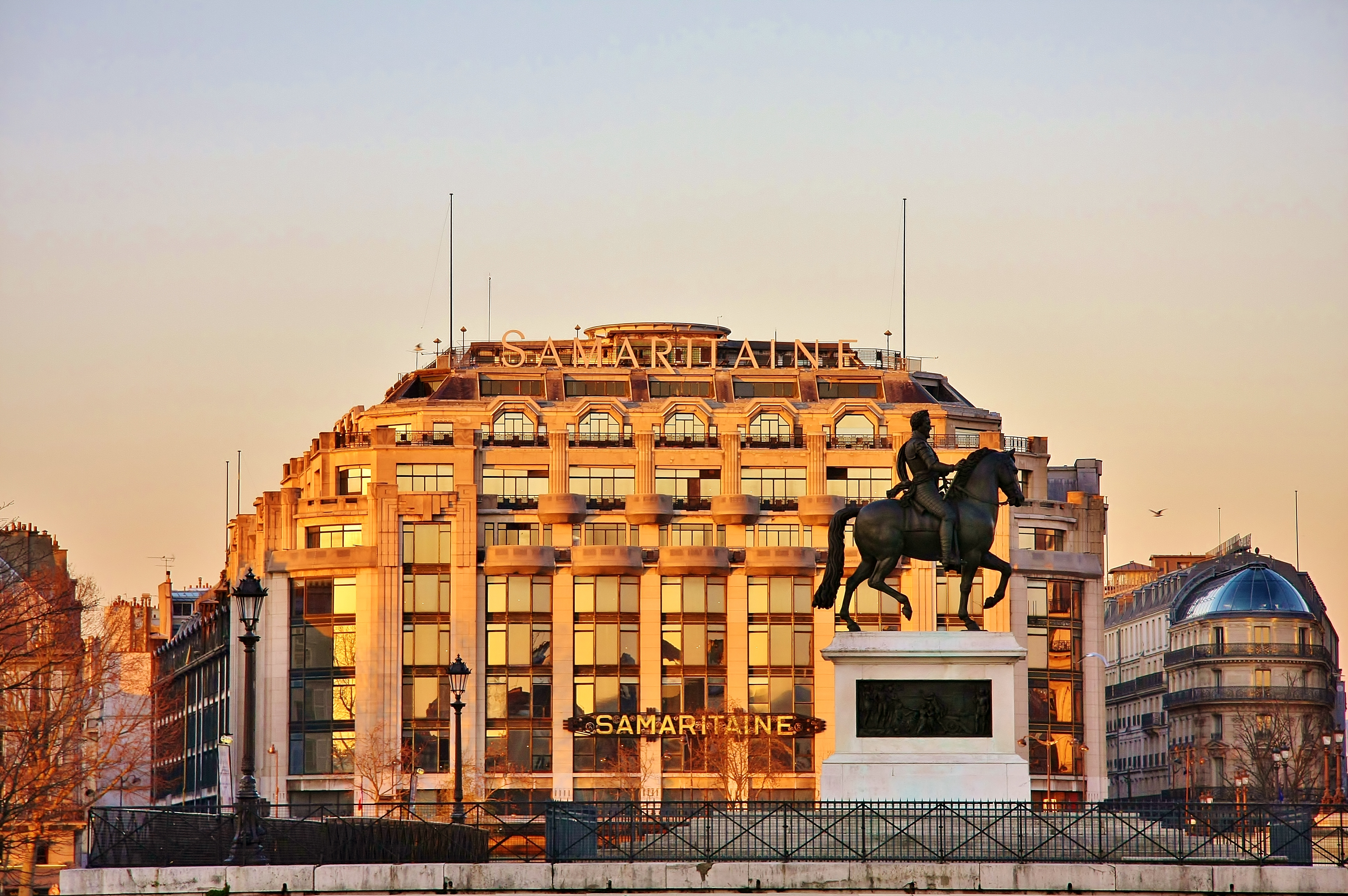
Старинный памятник Генриху IV на фоне универмага «Самаритен»

На следующее утро Ганс просит Мишель уйти. Она говорит, что ей некуда идти — ведь она почти ничего не видит. Она рассказывает, что недавно ходила в Лувр, чтобы увидеть одну картину Рембрандта, потому что она хотела посмотреть на неё в последний раз перед тем, как совсем ослепнуть. Но наверху установили яркую лампу, обжигающую глаза, и она ничего не смогла разглядеть. Ганс предлагает отвести её ночью в музей — он тридцать лет работал сторожем и у него есть целая связка ключей от всевозможных организаций. Ганс говорит, что Мишель похожа на его жену Флоранс, рассказывает про то, что у них умерла маленькая дочка, а Флоранс после этого ушла из дома, и он последовал за ней, превратившись в бомжа, но Флоранс умерла, и он сбросил её тело в воду. Ганс говорит, что такая жизнь — не для Мишель, и снова просит её уйти. Когда Мишель встречает вечером Алекса, она говорит: «Небо сегодня белое». Алекс отвечает: «А тучи чёрные».
Мишель и Алекс лежат ночью на траве, но Мишель говорит, что они обязательно займутся любовью, но позднее. Они гуляют по ночному Парижу, катаются на американских горках. Мишель узнаёт, что у снотворного, которое принимает Алекс, нет вкуса. Мишель говорит, что научит Алекса засыпать без этой отравы. Она крадёт у Ганса ампулы, подливает их содержимое посетителям в кафе и крадёт их деньги. На эти средства Алекс и Мишель отправляются на море, бегают по пляжу. Она считает, что научила его засыпать без ампул, но она ошибается. Они возвращаются на мост. Мишель говорит, что зимой на мосту будет нельзя жить, а под мостом плохо пахнет. Когда она делает разминку, Алекс подставляет ей под руку коробку с деньгами, и Мишель нечаянно сбивает её в воду.
Ганс отводит Мишель в музей, и при свете свечи она смотрит на картину. В это время Алекс возвращается на мост и видит, что её нет. Он напивается и наносит себе раны осколком бутылки. В музее Ганс раздевает и обнимает Мишель, но она говорит, что ей нужно на мост. Алекс даёт ей тяжёлую пощёчину, они дерутся.
В метро Мишель говорит, что Алекс будет её последним поводырём и признаётся, что уже совсем плохо видит. Неожиданно Алекс замечает объявление, в котором говорится, что недавно открыли способ излечить эту болезнь, и что родные Мишель срочно её ищут. Алекс понимает, что потеряет свою любимую, и пытается всячески уничтожить эти объявления. Когда он поджигает машину с объявлениями, загорается и гибнет мужчина-расклейщик. Алекс прибегает на мост, но тут Мишель слышит объявление по радио. Они решают выпить, Мишель подливает Алексу в вино снотворное, и он засыпает. Когда он приходит в себя, её уже нет. Он видит надпись для него: «Алекс, я никогда не любила тебя по-настоящему. Забудь меня. Мишель». Алекс достаёт пистолет и отстреливает себе безымянный палец.
Наутро Алекса арестовывают за непредумышленное убийство и сажают в тюрьму на три года. В тюрьме он работает. Спустя два года его неожиданно навещает Мишель, которую прооперировали и вернули ей зрение. Они договариваются встретиться на мосту (открытому после ремонта) через полгода, когда его освободят. Мишель узнаёт, что Алекс всё ещё любит её, но уже по-другому. Он хочет, чтобы она открыла его заново.
Когда они встречаются на мосту, идёт снег. Они пьют вино и сидят, обнявшись. Снег заканчивается, Мишель наконец пишет портрет Алекса. В три часа ночи Мишель говорит, что устала, и что ей пора. Алекс поражается: ведь они собирались снять номер в отеле. Но Мишель говорит, что должна вернуться. В гневе схватив её, Алекс вместе с ней бросается в воду. Их спасает проплывающая мимо баржа. Обсохнув и согревшись, они выходят на нос корабля и любуются ночным Парижем, решив — словно герои «Аталанты» Виго — плыть до самого Гавра.

## Производство

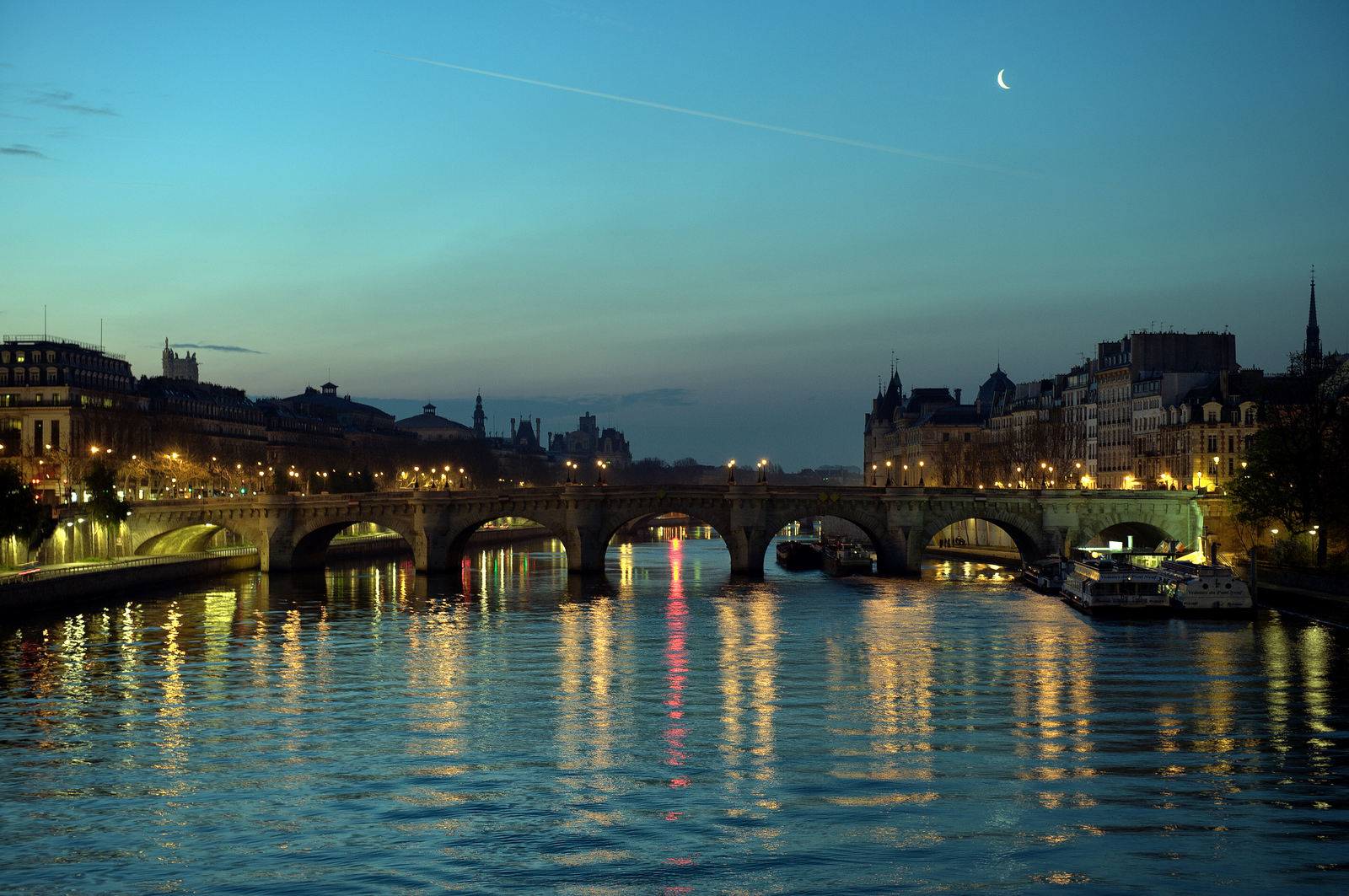
Новый мост в Париже

Съёмки фильма (одного из самых крупнобюджетных в истории Франции) велись на протяжении трёх лет и неоднократно прерывались из-за перебоев с финансированием. Дневные сцены предполагали снимать на перекрытом на время съёмок мосту в центре французской столицы, а ночные с целью экономии — на его копии, выстроенной для этой цели на самом юге Франции, в местечке Лансарг (Прованс). Мост был перекрыт с 18 июля по 15 августа 1988 года, однако Дени Лаван неожиданно сломал запястье и съёмки в Париже сорвались.
Продюсеры пытались убедить режиссёра найти другого, более фотогеничного актёра. Каракс наотрез отказался это сделать и перенёс все съёмки в Прованс, где были воссозданы окрестности моста Пон-Нёф, включая фасад знаменитого универмага «Самаритен». Главная женская роль с самого начала предназначалась Жюльет Бинош, жене режиссёра.
Заметная часть бюджета в 100—160 млн франков ушла на воссоздание праздничного салюта в честь 200-летия Великой французской революции, который состоялся 14 июля 1989 года. Многим зрителям показалось, что «Любовники с Нового моста» слишком отягощены «духом великолепных излишеств», которые позволяла себе съёмочная группа.

Это должно быть одним из самых расточительных, необузданных сумасбродств, совершённых на берегах Франции с того времени, когда Мария Антуанетта изображала из себя доярку в огороде Малого Трианона.— Винсент Кэнби, The New York Times, 1992

## Прокат
Премьера фильма состоялась в рамках Каннского фестиваля 1991 года (вне конкурса). Критики были вне себя от восторга, журнал Cahiers du cinéma посвятил целый выпуск новой работе модного в то время Каракса, однако в прокате «гимн любовной анархии» прошёл без ажиотажа и не смог оправдать свой бюджет. Это нанесло непоправимый ущерб репутации авторского кино во Франции, в производство которого продюсеры отныне не решались вкладывать крупные суммы. Сам Каракс до конца десятилетия отошёл от активной режиссёрской деятельности. Прошло целых 8 лет, прежде чем «Любовники» нашли прокатчика в США. В 1999 году лента вышла в ограниченный североамериканский прокат под эгидой Miramax Films.

## Мнения и оценки
Для обозначения визуального стиля Каракса авторы «Кайе дю синема» использовали термин «необарокко», обращали внимание на его преемственность с поэтическим реализмом 1930-х, а истоки темы «безумной любви» искали в творчестве сюрреалистов середины века.
Из американских критиков Джонатан Розенбаум назвал фильм Каракса «великой городской экспрессионистской фантазией» конца века наподобие «Восхода солнца» Мурнау. Сцены фейерверка и прогулки на водных лыжах Дж. Хоберман отнёс к вершинам мирового кинематографа 1990-х.
В то же время поборников социального реализма раздражало то, что режиссёр если не окружил гламуром, то по меньшей мере романтизировал будни бомжей, на совести каждого из которых по убийству, и наделил рассказ счастливой развязкой в сказочном духе Диккенса.